# ريجي جاكسون (لاعب كرة سلة مواليد 1973)
ريجي جاكسون (بالإنجليزية: Reggie Jackson)‏ مواليد 10 ديسمبر 1973 في بيكر، هو لاعب كرة سلة أمريكي معتزل. بدأ مسيرته الاحترافية في سنة 1995. يبلغ طوله 6 قدم 6 بوصة (2.0 م). اعتزل اللعب في 2007. لعب مع نادي غوريتسيا لكرة السلة ونادي قصرش لكرة السلة.

## روابط خارجية
- ريجي جاكسون على موقع الدوري الإسباني لكرة السلة (الإسبانية)
- ريجي جاكسون على موقع كرة السلة الأوروبية.كوم (الإنجليزية)
- ريجي جاكسون على موقع كلية كرة السلة في سبورتس رفرنس.كوم (الإنجليزية)
- ريجي جاكسون على موقع سبورتس رفرنس (الإنجليزية)